# 蛋代用品

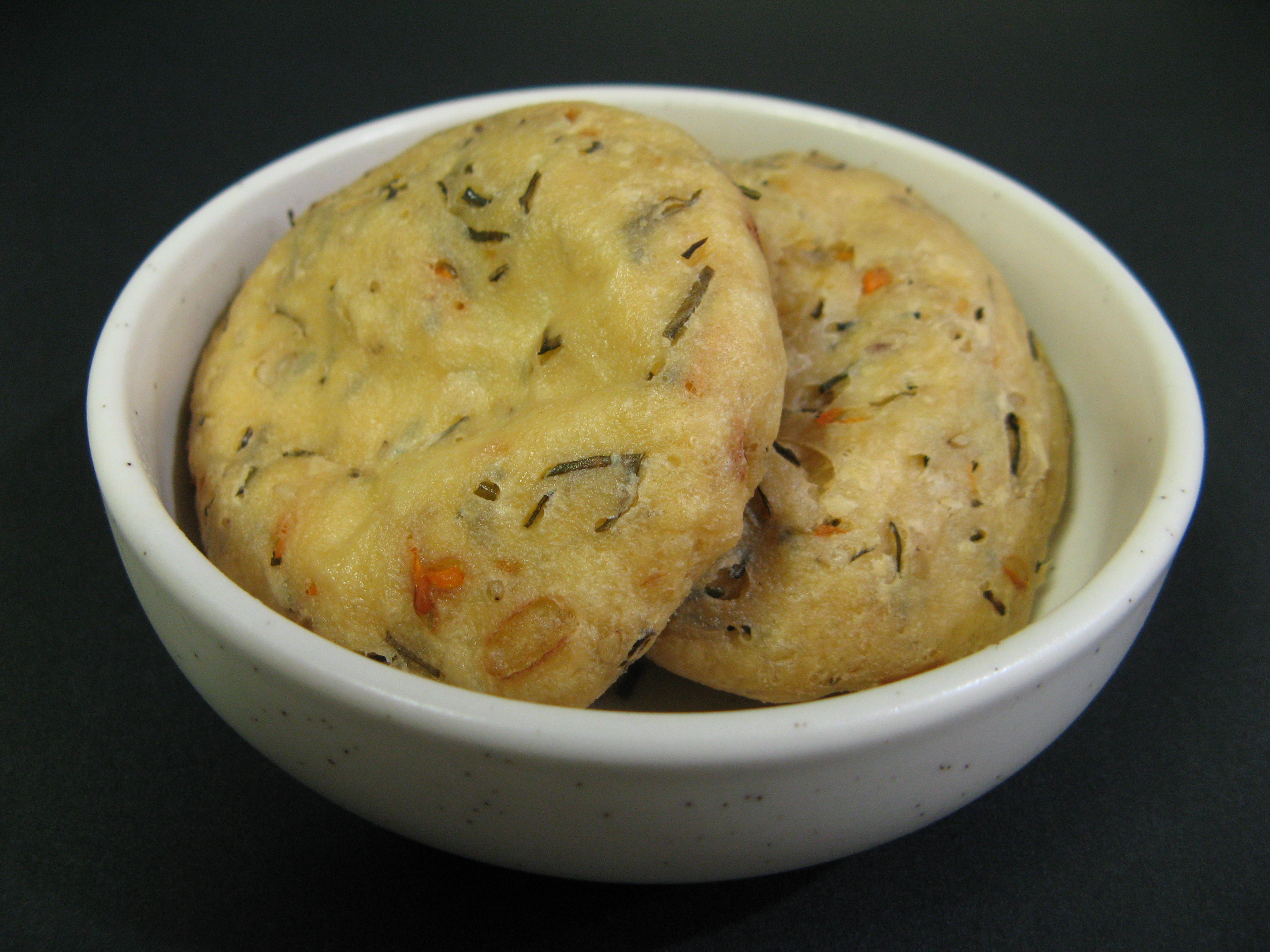
豆腐可用於製作蛋代用品

蛋代用品是指可以用来代替蛋的食品。當有人對蛋过敏、担心蛋內含有沙門氏菌屬細菌、坚持纯素主义或不含蛋的素食主義、支持動物福利、認為生產蛋會對環境有影響並抵制蛋時厨师就會在烹饪和烘焙時选择蛋代用品。